# Лабса
«Лабса́» (узб. «Labsa» Buxoro futbol klubi/«Лабса» Бухоро футбол клуби) — узбекистанский футбольный клуб из города Бухара. Основан в 2017 году.

## История
В сезоне 2017 года участвовал в чемпионате Бухарской области, по итогам которого стал обладателем Кубка области и победителем Второй лиги Узбекистана.
В 2018 году выступал в Про-лиге Узбекистана — 2-м по уровню и значимости футбольном дивизионе страны, где по итогам сезона занял 15-е место среди 18 команд.